# EcoQuest : Le Secret de la cité engloutie
EcoQuest : Le Secret de la cité engloutie (EcoQuest: The Search for Cetus) est un jeu vidéo développé et édité par Sierra On-Line. Il s’agit d’un  jeu d'aventure publié en 1991 sur PC. Il est le premier opus de la série EcoQuest.

## Histoire
Le joueur incarne Adam Boisvert (Adam Greene dans la VO), un jeune garçon d'environ dix ans, dont le père est un docteur en écologie qui consacre sa vie à la préservation des écosystèmes. Celui-ci vient de recueillir un dauphin blessé empêtré dans un filet dérivant.
Laissé seul avec le jeune garçon, le dauphin finit par lui parler, par lui apprendre qu'il se nomme Delphinéus, et qu'il est originaire de la cité engloutie d'Eluria. Là, le roi Cétus, une baleine, est porté disparu, et les habitants sont durement impactés par la pollution et les activités humaines. 
Presque aussitôt, le jeune garçon se lance à la suite du dauphin, dans l'océan, à la découverte d'Eluria et à la rencontre de la cité engloutie, puis, à la recherche de Cetus. Il s'agit là d'une quête initiatique à travers l'océan, à la rencontre de multiples personnages aux caractères bien dessinés, dans laquelle Adam travaille à leur venir en aide, le plus souvent en tentant de réparer les torts causés par l'anthropisation des écosystèmes.
C'est un jeu fascinant pour les enfants pour les aider à prendre conscience de l'importance de la protection de la nature et des écosystèmes, tout en s'amusant.

## Univers du jeu
Une très grande partie du déroulement de l'action se passe sous l'eau, dans la cité d'Eluria et ses environs. Le jeu tout entier est imprégné de références à l'antiquité grecque. Ainsi, l'architecture d'Eluria ressemble à s'y méprendre à celle des cités hellènes. De plus, les habitants, toute espèce confondue, y vouent un culte à Poséidon. Enfin, la plupart des personnages portes des patronymes sans équivoques ; ainsi, par exemple, le lamantin se nomme Syrenius, le poisson-globe s'appelle Narcisse, l'espadon-médecin porte le nom d'Hippocrate. Quant au homard-jardinier, elle s'appelle Déméter et sa fille Perséphone.
En revanche, les personnages humains ont quant à eux une dimension plutôt biblique. Ainsi le protagoniste se prénomme Adam et son père Noah (version anglaise de Noé).
Toutefois, en dépit de cette prédominance culturelle grecque, de nombreux éléments de l'écosystème ambiant tels que les récifs coralliens ou encore les gorgonacea (gorgones) évoquent plutôt une localisation tropicale.

## Système de jeu
Le système de jeu repose sur le pointer-et-cliquer (point-and-click), comme la majorité des jeux Sierra. Le joueur peut ainsi interagir sur son environnement de plusieurs manières différentes :
- Avec l'œil qui permet de voir de plus près, d'obtenir des informations supplémentaires sur un élément, dans une info-bulle ;
- Avec la main, qui permet de prendre un objet, ou tout au moins d'agir directement sur un élément ;
- Avec la bulle, qui permet de parler aux personnages ;
- Avec le sac poubelle, extensible à l'infini, qui permet d'éliminer les déchets qui jonchent un certain nombre de tableaux.

Le jeu demande de la réflexion, et ne fait que très peu appel aux réflexes du joueur. Il est impossible de perdre dans le sens où aucune mauvaise action n'est techniquement possible. De même, il n'y a pas de chronomètre. Toutefois, le joueur peut rester bloqué à un passage sans pouvoir avancer dans le jeu s'il ne trouve pas la solution à une énigme posée.

## Astuce
Le code d'accès au laboratoire du deuxième écran du jeu est "9731". C'est le seul passage du jeu où aucun indice n'est disponible pour résoudre cette énigme, pourtant capitale, pour accéder à la suite. Il convient cependant de dire que cette information est mentionnée dans le livret fourni avec le coffret original.

## Développement
Le jeu a été développé par la société Sierra, sous la direction de Sabine Duvall, et traduit en français par Coktel Vision.

## Accueil
- Adventure Gamers : 4/5[1]